# Portogallo ai Giochi della VII Olimpiade
Il Portogallo ha partecipato ai Giochi della VII Olimpiade di Anversa con una delegazione di 13 atleti tutti uomini, suddivisi su 2 discipline.